# Xa tiền
Xa tiền hay Mã đề á (danh pháp hai phần: Plantago asiatica) là một loài thực vật thuộc chi Mã đề (Plantago).
Xa tiền phân bố ở Trung Quốc và Việt Nam. Đây là một loài thân thảo, dùng làm thuốc chữa thủy thủng, đái buốt, tả, lị, viêm phế quản...

## Hình ảnh

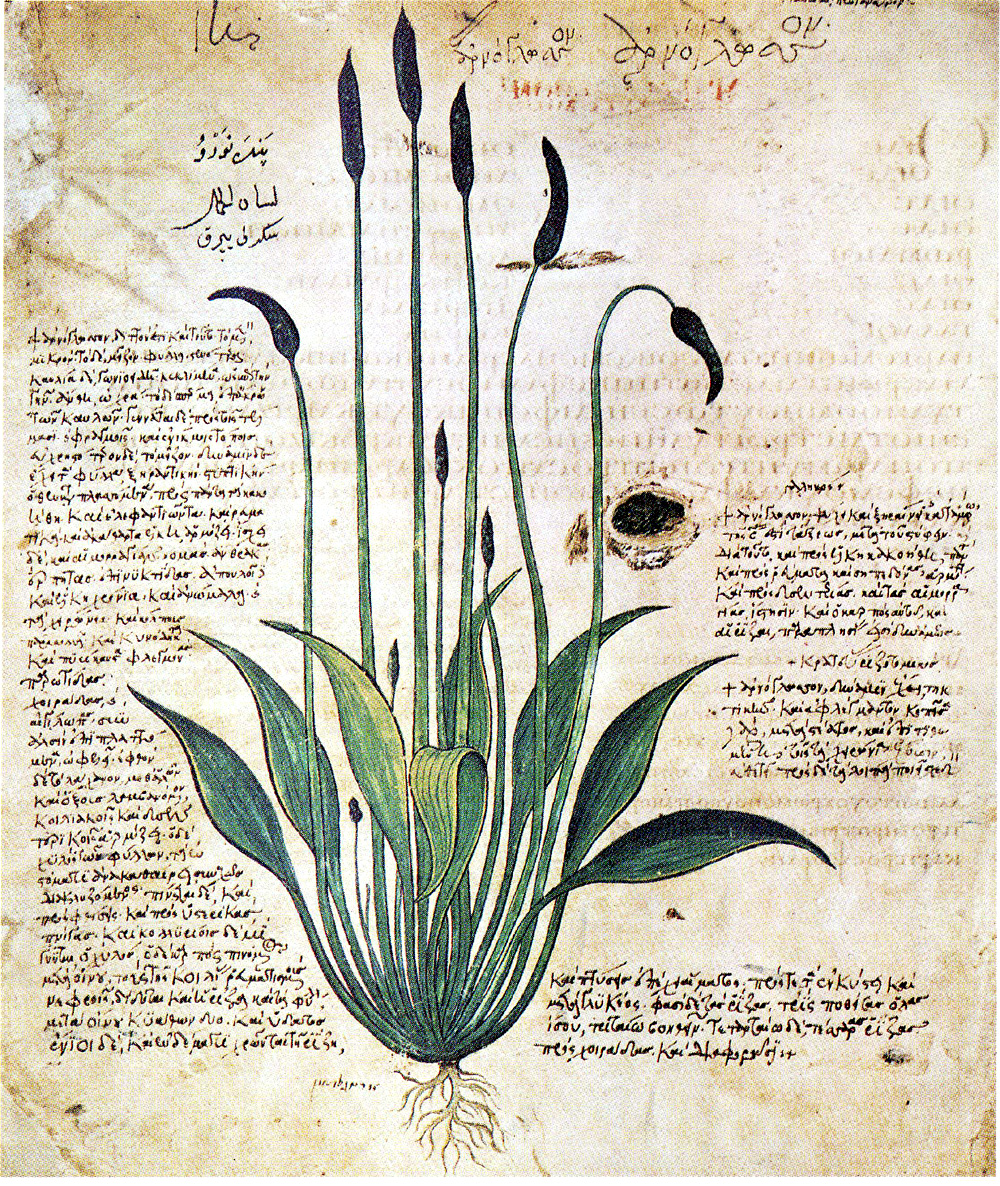
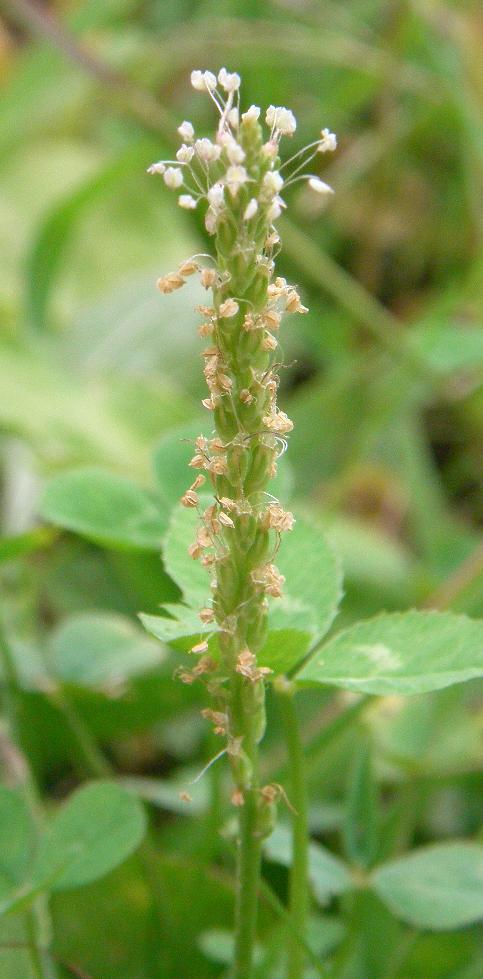
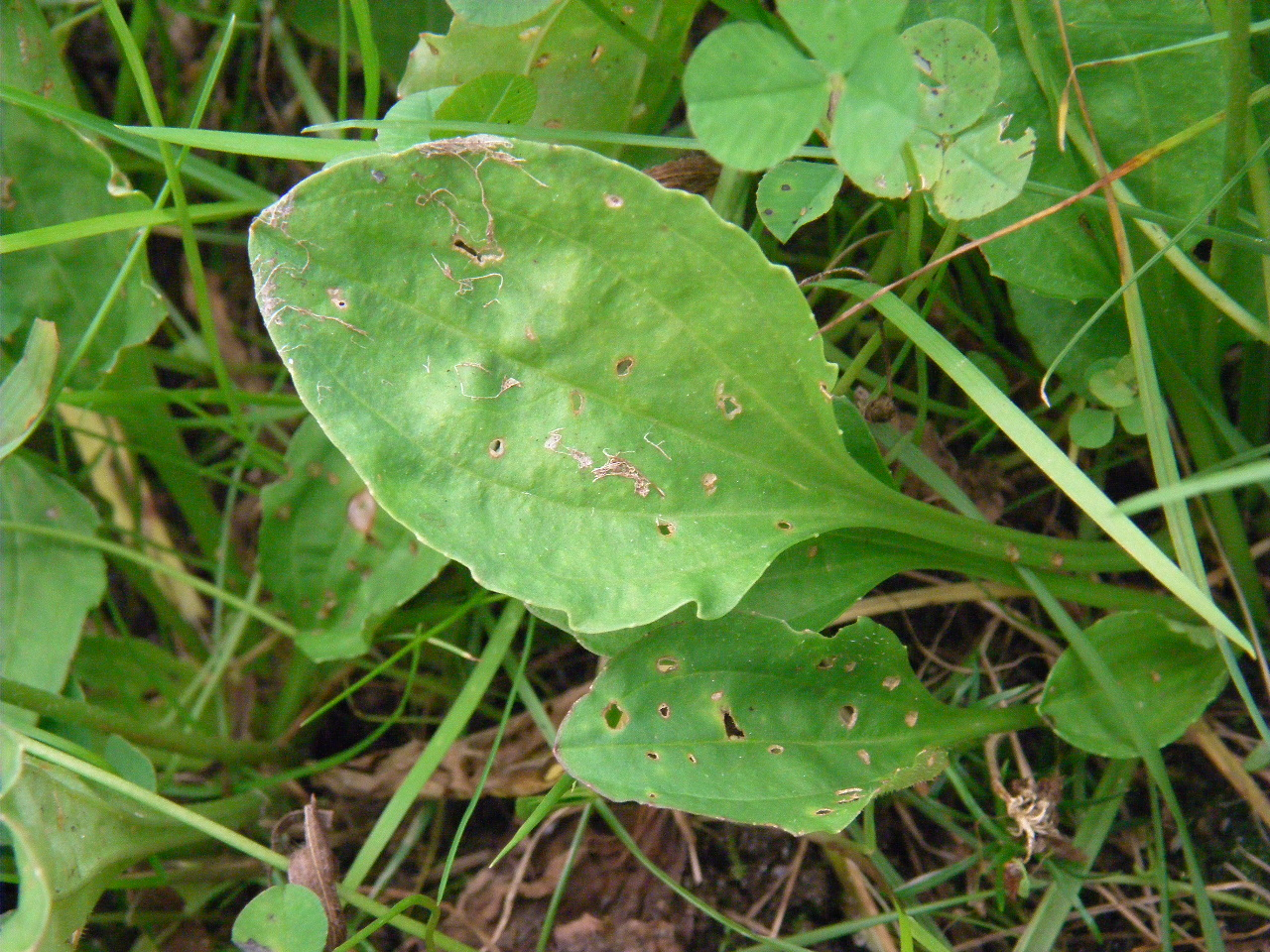
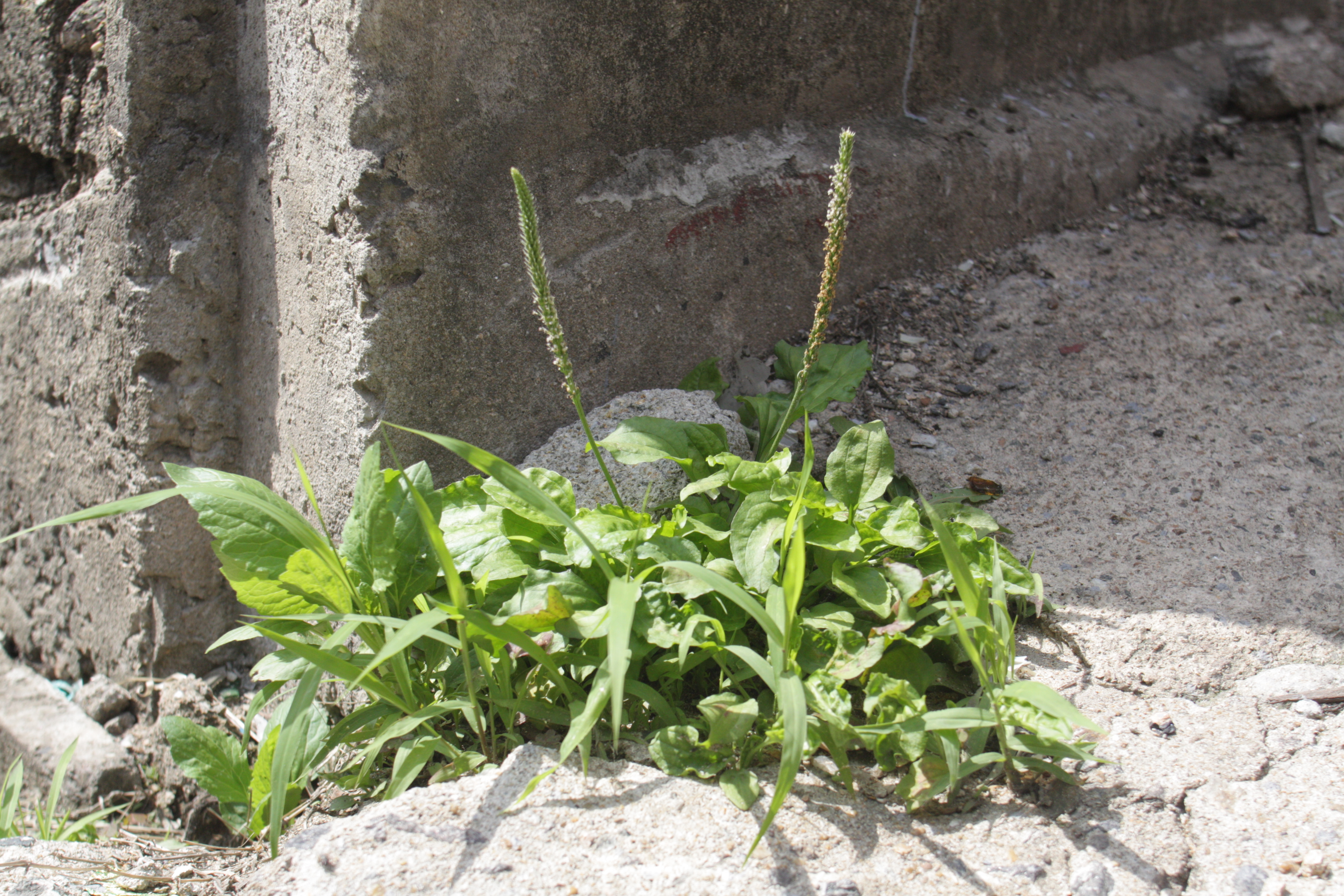